# Municipio de Agua Blanca de Iturbide
El municipio de Agua Blanca de Iturbide es uno de los ochenta y cuatro municipios que conforman el estado de Hidalgo, México. La cabecera municipal y localidad más poblada es Agua Blanca de Iturbide.
Agua Blanca se localiza al oriente del territorio hidalguense entre los paralelos 20°18′ y 20°26′ de latitud norte; los meridianos 98°17′ y 98°29′ de longitud oeste; con una altitud entre 900 y 2700 m s. n. m. Este municipio cuenta con una superficie de 120.00 km², y representa el 0.58 % de la superficie del estado; dentro de la región geográfica denominada como Sierra de Tenango.
Colinda al norte con el estado de Veracruz de Ignacio de la Llave y el municipio de San Bartolo Tutotepec; al este con el municipio de San Bartolo Tutotepec; al sur con los municipios de Metepc y Acatlán; al oeste con el municipio de Acatlán y el estado de Veracruz de Ignacio de la Llave.

## Toponimia
Se dice que se debe a la gran cantidad de manantiales de agua cristalina que existen en ese territorio, finalmente se le dio el nombre de “Iturbide”, en honor al fraile Franciscano Juan de Iturbide, quien era una persona muy importante en el municipio.

## Geografía

### Relieve e hidrográfica
En cuanto a fisiografía se encuentra en las provincias Sierra Madre Oriental (54.0%) y Eje Neovolcánico (46.0%); dentro de la subprovincia de Carso Huasteco (54.0%) y Llanuras y Sierras de Querétaro e Hidalgo (46.0%). Su territorio es meseta (79.0%) y sierra (21.0%).
En cuanto a su geología corresponde al periodo neógeno (78.3%) y jurásico (20.0%); con rocas tipo ígnea extrusiva: toba ácida (45.0%) y basalto (5.3%). En cuanto a edafología el suelo dominante es luvisol (41.3%), regosol (23.0%), kastañozem (22.0%) y cambisol (12.0%).
En lo que respecta a la hidrología se encuentra posicionado en las regiones hidrológicas del Pánuco (65.0%) y Tuxpan-Nautla (35.0%); en la cuenca del río Moctezuma (65.0%) y río Tuxpan (35.0%); dentro de la subcuenca río Metztitlán (65.0%) y río Vinazco (35.0%). Este municipio, cuenta con varios ríos que por lo general llevan agua debido a la constante lluvia que se presenta en la mayor parte del año, generando humedad en esta región. Los ríos ubicados en el territorio municipal son: Río Pánuco, Cuenca río Pánuco, Cazones y Tecolutla, Río Golondrinas, Río Jabalí, Río Potrerillos, Río Chiflón, Río Sabanillas, Río Agua Bendita, Río El Meco.

### Clima
El territorio municipal se encuentran los siguientes climas con su respectivo porcentaje: Templado húmedo con abundantes lluvias en verano (49.0%), templado subhúmedo con lluvias en verano, de mayor humedad (32.0%) y templado subhúmedo con lluvias en verano, de humedad media (16.0%) y templado húmedo con lluvias todo el año (3.0%).

### Ecología
La flora en el municipio, se encuentran superficies forestales de tipo natural en cerros y llanuras, así como bosques de especies maderables y no maderables en los que destacan los pinos, encinos y el bosque de montaña. En cuanto a la fauna abundan los conejo, ardilla, tejón, tlacuache, armadillo, onza, lagartija, gallina, chivos, víbora de cascabel, camaleón, así como una variedad de insectos.

## Demografía

### Población
De acuerdo a los resultados que presentó el Censo Población y Vivienda 2020 del INEGI, el municipio cuenta con un total de 10 313 habitantes, siendo   4913 hombres y 5400 mujeres. Tiene una densidad de 85.9 hab/km², la mitad de la población tiene 27 años o menos, existen 90 hombres por cada 100 mujeres.
El porcentaje de población que habla lengua indígena es de 0.60 %, y el porcentaje de población que se considera afromexicana o afrodescendiente es de 1.33 %. Tiene una Tasa de alfabetización de 99.4 % en la población de 15 a 24 años, de 84.6 % en la población de 25 años y más. El porcentaje de población según nivel de escolaridad, es de 11.5 % sin escolaridad, 62.7 % educación básica, 17.8 % educación media superior, 7.9 % educación superior, y 0.1 % no especificado.
El porcentaje de población afiliada a servicios de salud es de 66.8 %. El 11.1 % se encuentra afiliada al IMSS, el 82.5 % al INSABI, el 5.3 % al ISSSTE, 0.5 % IMSS Bienestar, 0.3 % a las dependencias de salud de PEMEX, Defensa o Marina, 0.5 % a una institución privada, y el 0.4 % a otra institución. El porcentaje de población con alguna discapacidad es de 6.9 %. El porcentaje de población según situación conyugal, el 26.1 % se encuentra casada, el 30.1 % soltera, el 31.2 % en unión libre, el 5.9 % separada, el 0.5 % divorciada, y el 6.1 % viuda.
Para 2020, el total de viviendas particulares habitadas es de 2854 viviendas, representa el 0.3 % del total estatal. Con un promedio de ocupantes por vivienda 3.6 personas. Predominan las viviendas con los siguientes materiales: adobe y concreto. En el municipio para el año 2020, el servicio de energía eléctrica abarca una cobertura del 96.2 %; el servicio de agua entubada un 49.4 %; el servicio de drenaje cubre un 88.4 %; y el servicio sanitario un 94.6 %.

### Localidades
Para el año 2020, de acuerdo al Catálogo de Localidades, el municipio cuenta con 28 localidades.
| Código INEGI | Localidad                         | Población (2020) | Porcentaje (%) | Ámbito Población | Categoría Población |
| ------------ | --------------------------------- | ---------------- | -------------- | ---------------- | ------------------- |
| 130040001    | Agua Blanca de Iturbide           | 2325             | 22.54          | Urbana           | Comunidad           |
| 130040008    | Chichicaxtle                      | 719              | 6.97           | Rural            | Comunidad           |
| 130040005    | Calabazas Segunda Sección         | 664              | 6.44           | Rural            | Comunidad           |
| 130040002    | Ejido de Agua Blanca (Cerro Alto) | 644              | 6.24           | Rural            | Comunidad           |
| 130040011    | Ejido Milpa Vieja                 | 616              | 5.97           | Rural            | Comunidad           |
| 130040004    | Calabazas Primera Sección         | 560              | 5.43           | Rural            | Comunidad           |
| 130040007    | Los Cubes                         | 502              | 4.87           | Rural            | Comunidad           |
| 130040003    | Ejido de Calabazas                | 429              | 4.16           | Rural            | Ranchería           |
| 130040024    | El Xúchitl                        | 345              | 3.35           | Rural            | Ranchería           |
| 130040006    | Ejido de los Cubes                | 321              | 3.11           | Rural            | Ranchería           |
| 130040012    | Milpa Vieja (Apulco)              | 310              | 3.01           | Rural            | Ranchería           |
| 130040014    | Ejido de Loma Ancha               | 308              | 2.99           | Rural            | Ranchería           |
| 130040020    | San Cornelio                      | 295              | 2.86           | Rural            | Ranchería           |
| 130040010    | Ejido de Palizar                  | 260              | 2.52           | Rural            | Ranchería           |
| 130040025    | Sabanillas                        | 260              | 2.52           | Rural            | Ranchería           |
| 130040013    | El Palizar                        | 259              | 2.51           | Rural            | Ranchería           |
| 130040019    | Rosa de Castilla                  | 215              | 2.08           | Rural            | Ranchería           |
| 130040023    | Tetetla                           | 209              | 2.03           | Rural            | Ranchería           |
| 130040017    | El Remudadero                     | 204              | 1.98           | Rural            | Ranchería           |
| 130040022    | San Pedrito                       | 186              | 1.80           | Rural            | Ranchería           |
| 130040031    | Ejido San Pedrito (Potrerillos)   | 162              | 1.57           | Rural            | Ranchería           |
| 130040018    | Ejido Rosa de Castilla            | 161              | 1.56           | Rural            | Ranchería           |
| 130040016    | Potrero de Monroy                 | 119              | 1.15           | Rural            | Ranchería           |
| 130040021    | San Martín                        | 83               | 0.80           | Rural            | Ranchería           |
| 130040015    | Plan Grande                       | 57               | 0.55           | Rural            | Ranchería           |
| 130040009    | La Laguna                         | 54               | 0.52           | Rural            | Ranchería           |
| 130040028    | El Vivero (El Pujido) [Colonia]   | 43               | 0.42           | Rural            | Ranchería           |
| 130040032    | La Torre [Rancho]                 | 3                | 0.03           | Rural            | Ranchería           |

## Política
Se erigió como municipio a partir del 27 de marzo de 1874. El Ayuntamiento está compuesto por: 1 presidente municipal, 1 síndico, 8 regidores y 55 delegados municipales y 10 comisariados ejidales. El municipio está integrado 12 secciones electorales, de la 0069 a la 0080. Para la elección de diputados federales a la Cámara de Diputados de México y diputados locales al Congreso de Hidalgo, se encuentra integrado al IV Distrito Electoral Federal de Hidalgo y al IX Distrito Electoral Local de Hidalgo. A nivel estatal administrativo pertenece a la Macrorregión II y a la Microrregión XXV, además de a la Región Operativa IV Tenango.

### Cronología de presidentes municipales
| Periodo                  | Nombre                            | Afiliación política        |
| ------------------------ | --------------------------------- | -------------------------- |
| 1964-1967                | Imeldo Pérez Jardines             | -                          |
| 1967-1970                | Rafael González C.                | -                          |
| 1970-1973                | Esther Noemí González Jimate      | -                          |
| 1973-1976                | Lucas González López              | -                          |
| 1976-1979                | Cándido Hernández Solís           | -                          |
| 1979-1982                | Víctor Olegario Sosa Melo         | -                          |
| 1982-1985                | Felipe Gerónimo Licona Escamilla  | -                          |
| 1985-1988                | Jaime González Licona             | -                          |
| 1988-1991                | Esteban Pasquel Hernández         | -                          |
| 1991-1994                | Javier Edmundo Guzmán González    | -                          |
| 16/01/1994 al 15/01/1997 | Benito Licona González            | PRI                        |
| 16/01/1997 al 15/01/2000 | María Enriqueta Ortiz Ramírez     | PRI                        |
| 16/01/2000 al 15/01/2003 | Ignacio Trejo Ramírez             | PRI                        |
| 16/01/2003 al 15/01/2006 | Ignacio Ramírez Jarillo           | PRI                        |
| 16/01/2006 al 15/01/2009 | Pedro Calva Rojas                 | PAN                        |
| 16/01/2009 al 15/01/2012 | Francisco Méndez García           | PAN                        |
| 16/01/2012 al 04/09/2016 | Adán Solís Moreno                 | PAN                        |
| 05/09/2016 al 04/09/2020 | Faustino Trejo Gutiérrez          | PAN                        |
| 05/09/2016 al 04/09/2020 | Juvenal Hernández Solís           | Concejo Municipal Interino |
| 15/12/2020 al 04/09/2024 | Agustín Ramírez Jarillo           | PRI                        |
| 05/09/2024 al 04/09/2027 | Héctor Alejandro Flores Hernández | PRD                        |

## Economía
En 2015 el municipio presenta un IDH de 0.653 Medio, por lo que ocupa el lugar 66.º a nivel estatal; y en 2005 presentó un PIB de 320 358 384 pesos mexicanos, y un PIB per cápita de 37 944 (pesos a precios corrientes de 2005).
En materia de agricultura a nivel municipal los principales cultivos son el maíz y frijol, así mismo se cultiva café cereza, frijol, manzana y jitomate rojo. La ganadería la crianza tiene un inventario de ganado bovino de 1553 toneladas aproximadamente, le siguen en menor escala pero no menos importante es la crianza del ganado porcino con 272 toneladas, ovino con 76 toneladas, y aves de corral con 50. En silvicultura la superficie forestal son de labor, otros son solo con pasto o selva en este último encontramos grandes árboles como los eucaliptos, pino, encino, ocote manzanilla, encino negro, cedro rojo, oyamel; donde los taladores oficiales procuran sacar provecho de esta naturaleza extrayendo las maderas de estos árboles.
Este municipio cuenta con 34 unidades industriales así como diferentes comercios como tiendas de ropa, zapatos, misceláneas, entre otros; además se exhibe cada semana un tianguis popular en el cual se vende toda variedad de frutas, legumbres y productos de primera necesidad, tiene nueve establecimientos de tiendas Diconsa y una lechería Liconsa.
De acuerdo con cifras al año 2015 presentadas en los censos económicos del INEGI, la población económicamente activa de 12 años y más del municipio asciende a 6836 de las cuales 2600 se encuentran ocupadas. El 27.50 pertenece al sector primario, el 24.19 pertenece al sector secundario, el 47.39 pertenece al sector terciario y el 0.92 no especificó.